# Contretemps
Contretemps, napikken of off beat is een fenomeen dat in veel muziekgenres voorkomt, maar vooral binnen de Weense wals en de mars een prominente rol speelt.
Het komt erop neer dat de muzikanten die een contretempsritme moeten spelen de noten niet plaatsen op de tel, maar tussen twee tellen in. Er zijn in blaas- en symfonieorkesten bepaalde instrumentengroepen die meer te maken hebben met contretemps dan andere groepen. Zo wordt bijvoorbeeld bij hoorns en altviolen relatief vaak een contretempsritme genoteerd. Het is niet in alle gevallen gemakkelijk een dergelijk ritme te spelen. Zo wordt bijvoorbeeld bij de Weense wals de tweede tel uitgesteld, waardoor het lastig is die goed te plaatsen.

## Voorbeelden
- De basisvorm van de contretemps en de meest voorkomende variant is die waarin het speelmoment zich op de tweede helft van de tel bevindt. Doordat de tel zelf onbenadrukt is, is het lastig de normale puls in de maat te voelen. Indien het ritme slechts een onderdeel van een muziekstuk is, zoals een mars, valt dit probleem weg, omdat er dan hoogstwaarschijnlijk ook een melodie aanwezig is die dit metrum wel volgt.
- De variant waarbij er drie zestienden rust is, gevolgd door een zestiende noot is veel zeldzamer dan bovenstaande variant. Dit komt vooral voor in bepaalde vormen van polka. In de meeste polkastukken is het napikken gestructureerd in de eerste variant van de afbeelding, maar er zijn ook stukken (vooral uit de Oostenrijkse polkaliteratuur) waarbij het moment van de plaatsing van de noot in de contretemps wordt uitgesteld, wat resulteert in het ritme met de gepuncteerde achtste rust, gevolgd door een zestiende noot.
- Indien de muziek in een 6/8, 9/8 of andere ternaire maatsoort staat, is in het geval van contretemps de plaatsing zo dat ofwel de eerste achtste of de eerste kwart in de maat een rust is en dan de inzet daarna plaatsvindt. In het voorbeeld is de eerste kwart een rust, gevolgd door een achtste noot die gespeeld moet worden.
- Ten slotte is een veelvoorkomend contretempsritme uit de wals te zien. De eerste tel is een rust, gevolgd door het spelen op de tweede en de derde tel[1].